# Federación Mexicana de Fútbol Americano
La Federación Mexicana de Fútbol Americano (FMFA) es el organismo que rige las competiciones de fútbol americano en México. Fue fundada en 1997. Es la organización encargada del manejo administrativo de la selección de fútbol americano de México. Pertenece a la IFAF Américas, la cual a su vez es parte de la Federación Internacional de Fútbol Americano.
Desde 2020 es dirigida por César Arturo Barrera Sánchez.